# Malé Borové
Malé Borové este o comună slovacă, aflată în districtul Liptovský Mikuláš din regiunea Žilina. Localitatea se află la altitudinea de 904 m deasupra n.m., se întinde pe o suprafață de 5,83 km2 și în 2017 număra 127 de locuitori. Se învecinează cu comuna Veľké Borové.

## Istoric
Localitatea Malé Borové este atestată documentar din 1550.

## Demografie
| An:                | 1994 | 2004    | 2014    | 2024    |
| ------------------ | ---- | ------- | ------- | ------- |
| Număr de persoane: | 266  | 206     | 139     | 111     |
| Diferență:         |      | −22,55% | −32,52% | −20,14% |

| An:                | 2023 | 2024   |
| ------------------ | ---- | ------ |
| Număr de persoane: | 115  | 111    |
| Diferență:         |      | −3,47% |